# Sybille Reinhardt
Pour les articles homonymes, voir Reinhardt.
Sybille Reinhardt, née le 20 octobre 1957 à Pirna, est une rameuse d'aviron est-allemande.

## Palmarès

### Jeux olympiques
- 1980 à Montréal
  -  Médaille d'or en quatre de couple

### Championnats du monde
- 1979 à Bled
  -  Médaille d'or en quatre de couple
- 1977 à Amsterdam
  -  Médaille d'or en quatre de couple